# XVIII Giochi del Mediterraneo
I XVIII Giochi del Mediterraneo si sono svolti a Tarragona, in Catalogna (Spagna), dal 22 giugno al 1º luglio 2018. Originariamente avrebbero dovuto tenersi nel 2017, ma il 9 novembre 2016, a causa di problemi economici causati dalla crisi politica spagnola dello stesso anno, si decise di far slittare la manifestazione all'estate successiva.

## Candidature
| Alessandria d'Egitto | Egitto | 34 |
| Tarragona            | Spagna | 36 |

La votazione finale per i giochi del 2017 avvenne a Mersin, organizzatrice dell'edizione del 2013. In occasione della riunione del Comitato Generale dei Giochi del Mediterraneo, la città catalana vincitrice si scontrò con Alessandria d'Egitto, vincendo per 36 voti a 34. Tutti i Paesi arabi votarono per la candidata egiziana ad eccezione della Siria. Uno degli elementi che fecero preferire Tarragona fu sicuramente il clima politicamente incerto e conseguenti problemi di sicurezza.
- Alessandria d'Egitto

Forte della mancanza di Giochi in Africa da Tunisi 2001 e come prima città organizzatrice, anche Alessandria d'Egitto si candidò per l'edizione 2017. La città egiziana ottenne in prima istanza l'appoggio del Marocco.
- Tarragona

La città spagnola che rappresentò la propria nazione per le candidature della XVIII edizione dei Giochi del Mediterraneo fu Tarragona; la decisione fu presa all'unanimità dal Comitato Olimpico Spagnolo. Di questa candidatura vennero subito rese note le sedi secondarie e gli interventi principali: sarebbero state coinvolte per esempio anche le città di Salou, Castelldefels, Reus e Barcellona (quest'ultima per l'ippica), e sarebbe stata necessaria la costruzione di uno stadio per le gare di atletica da 10.000 spettatori, il villaggio olimpico, uno stadio da calcio per circa 20.000 spettatori e un centro per gli sport acquatici per circa 3.000 spettatori.
Il 29 aprile 2009 il Comitato Olimpico Spagnolo (Comité Olimpico Español - COE) ha preferito la città catalana all'altra candidata, Cartagena.

### Calendario di candidatura
La scadenza per la presentazione dei documenti di candidatura venne fissata al 30 giugno 2010. Le visite presso le città candidate del Comitato di Valutazione avvennero tra settembre 2010 e gennaio 2011, mentre la consegna del documento di valutazione al Comitato esecutivo nel marzo 2011. La prima decisione finale sulla città organizzatrice sarebbe dovuta avvenire da parte del CIJM nell'aprile 2011 a Volo durante l'Assemblea Generale.
Inizialmente il 2017 il CIJM ricevette cinque candidature. La decisione di togliere a Volo l'edizione del 2013 a favore di Mersin sconvolse il calendario di assegnazione; la decisione definitiva avvenne il 15 ottobre 2011 durante l'Assemblea Generale del CIJM tenutasi nella città turca.

### Altri
- Tripoli

Nell'aprile 2010 la Libia confermò ufficialmente la propria candidatura ai Giochi con la capitale Tripoli. Questa candidatura trovò il forte appoggio dell'Italia e in particolare Mario Pescante, in veste di Commissario per i XVI Giochi del Mediterraneo, sostenne questa ipotesi. Nonostante la guerra civile in corso, la candidatura non fu mai ritirata ufficialmente ma de facto.
- Mersin

La città turca presentò domanda di candidatura, poi naturalmente ritirata dopo l'assegnazione dei Giochi del 2013, a seguito della cancellazione dell'organizzazione di Volo.
- Fiume

Altra città che presentò richiesta di candidatura fu Fiume, in Croazia,, che si candidò per la quinta volta consecutiva. Il CIJM scartò però la candidatura per la mancanza di appoggio economico da parte del governo croato.
In Algeria la stampa aveva ipotizzato una candidatura di Orano o Annaba, che avrebbe avuto l'appoggio-ombra del presidente algerino del CIJM Amar Addadi.
Altra città che sembrava avesse interesse nell'organizzazione dei Giochi era Elche, che però non ufficializzò mai l'intenzione.

## Sviluppo e preparazione

### Sedi di gara
Oltre a Tarragona, sede ufficiale dei Giochi, sono coinvolte altre 15 città. Le città fanno tutte parte della comunità autonoma della Catalogna, oltre alla provincia di Tarragona ospitano pure alcuni eventi Barcellona e Castelldefels.
| Città               | Impianto                         | Sport                                     | Capacità |
| ------------------- | -------------------------------- | ----------------------------------------- | -------- |
| Tarragona           | Centro Acuático de Campclar      | Nuoto                                     | 2.000    |
| Tarragona           | Centro Acuático de Campclar      | Nuoto paralimpico                         | 2.000    |
| Tarragona           | Centro Acuático de Campclar      | Pallanuoto                                | 2.000    |
| Tarragona           | Estadio de Atletismo de Campclar | Atletica leggera                          | 4.000    |
| Tarragona           | Estadio de Atletismo de Campclar | Atletica paralimpica                      | 4.000    |
| Tarragona           | Estadio de Atletismo de Campclar | Tiro con l'arco                           | 4.000    |
| Tarragona           | Auditorio Camp de Mart           | Pallacanestro 3x3                         | 1.773    |
| Tarragona           | Marina Port Tarraco              | Sci nautico                               |          |
| Tarragona           | Club de Golf Costa Dorada        | Golf                                      |          |
| Tarragona           | Palacio de Deportes de Campclar  | Pallamano                                 | 5.000    |
| Tarragona           | Velódromo de Campclar            | Bocce                                     | 463      |
| Tarragona           | Club Tenis Tarragona             | Tennis                                    | 600      |
| Tarragona           | Campo de Tiro Jordi Tarragó      | Tiro a segno e Tiro a volo                |          |
| Tarragona           | Pabellón de Sant Salvador        | Tiro a segno e Tiro a volo                |          |
| Tarragona           | Tarraco Arena Plaza              | Pallavolo                                 | 3.000    |
| Tarragona           | Pabellón Municipal del Serrallo  | Pallavolo                                 |          |
| Tarragona           | Playa Arrabassada                | Beach volley                              | 2.000    |
| Altafulla           | Circuito urbano di Altafulla     | Triathlon                                 |          |
| Barcellona          | Real Club de Polo de Barcelona   | Equitazione                               | 1.200    |
| Calafell            | Estadio de Calafell              | Calcio                                    | 690      |
| Cambrils            | Pabellón de Cambrils             | Judo                                      |          |
| Cambrils            | Pabellón de Cambrils             | Karate                                    |          |
| Castelldefels       | Canal Olímpico de Cataluña       | Canottaggio                               | 500      |
| Castelldefels       | Canal Olímpico de Cataluña       | Canoa/kayak                               | 500      |
| Constantí           | Pabellón de Constantí            | Sollevamento pesi                         | 500      |
| El Morell           | Pabellón de El Morell            | Badminton                                 | 600      |
| El Vendrell         | Pabellón CE Vendrell             | Pallamano                                 | 850      |
| La Pobla de Mafumet | Estadio de La Pobla de Mafumet   | Calcio                                    | 707      |
| La Selva del Camp   | Pabellón de La Selva del Camp    | Scherma                                   | 390      |
| Reus                | Estadio Municipal de Reus        | Calcio                                    | 4.500    |
| Reus                | Pabellón Olímpico de Reus        | Ginnastica artistica e Ginnastica ritmica | 3.500    |
| Salou               | Pabellón de Salou                | Taekwondo                                 | 1.000    |
| Salou               | Club Náutico de Salou            | Vela                                      |          |
| Torredembarra       | Pabellón de Torredembarra        | Pugilato                                  | 979      |
| Valls               | Pabellón Joana Ballart de Valls  | Tennistavolo                              | 725      |
| Vila-seca           | Circuito urbano di Vila-seca     | Ciclismo                                  |          |
| Vila-seca           | Pabellón de Vila-seca            | Lotta                                     | 600      |

## I giochi

### Cerimonie

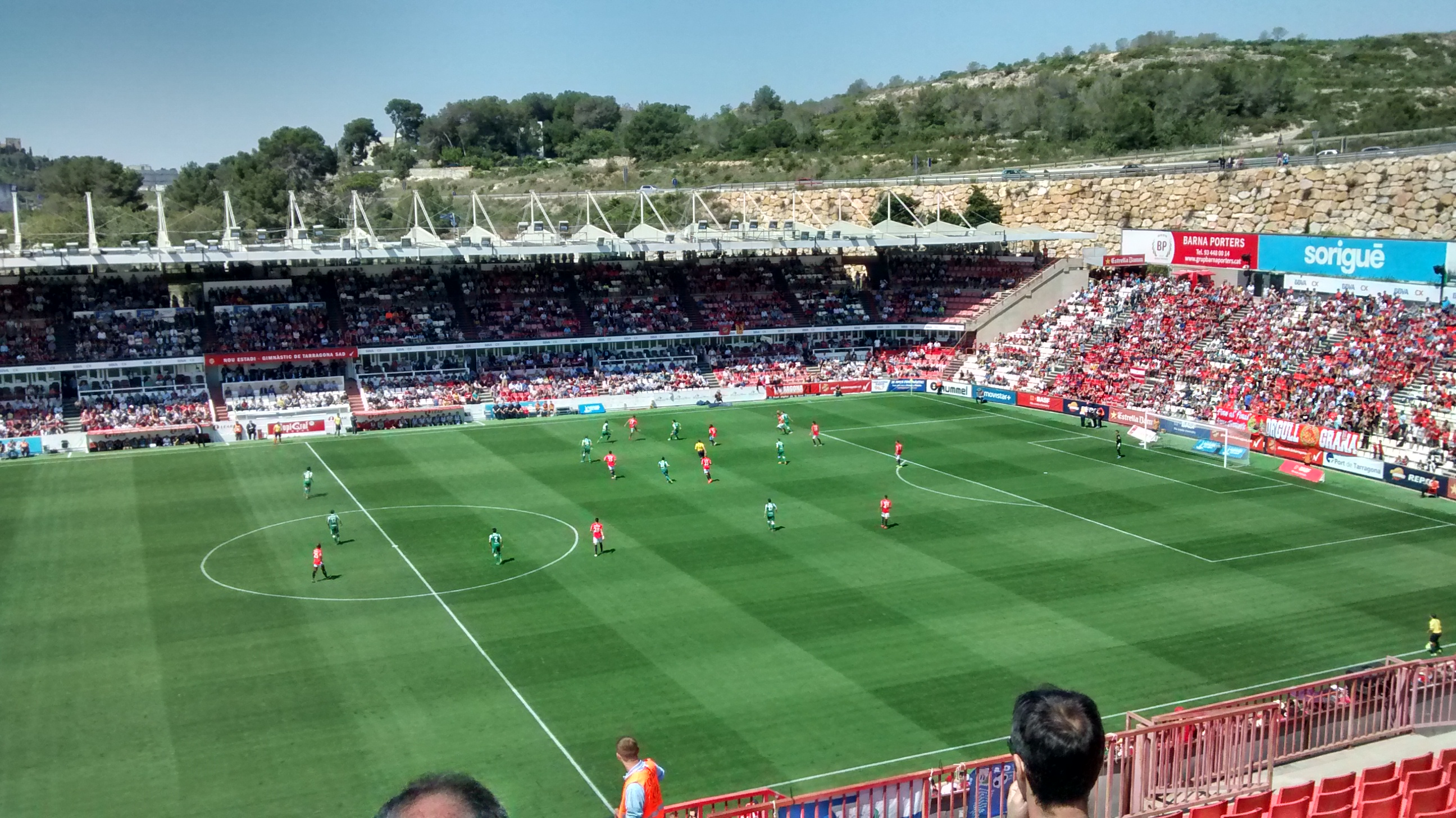
Il Nou Estadi, sede delle cerimonie di apertura e chiusura dei Giochi

La cerimonia d'apertura avrà luogo il 22 giugno presso il Nou Estadi di Tarragona. Lo stesso stadio ospiterà il 1º luglio pure la cerimonia di chiusura di questa edizione dei Giochi.

### Paesi partecipanti

Nazioni partecipanti

Saranno presenti 26 nazioni. Per la prima volta saranno presenti il Portogallo e il Kosovo. Il Portogallo, tuttavia, parteciperà come nazione invitata e non come membro ICMG.
- Albania
- Algeria
- Andorra
- Bosnia ed Erzegovina
- Cipro
- Croazia
- Egitto
- Francia[22]
- Grecia
- Italia
- Kosovo
- Libano
- Libia

- Macedonia
- Malta
- Marocco
- Monaco
- Montenegro
- Portogallo
- San Marino
- Serbia
- Siria
- Slovenia
- Spagna
- Tunisia
- Turchia

### Discipline sportive
In questa edizione dei Giochi del Mediterraneo fa il suo debutto tra le discipline sportive la pallacanestro 3x3, variante della pallacanestro in cui le squadre sono ciascuna formate da 3 giocatori e la lunghezza del campo è dimezzata. Inoltre fa la sua prima apparizione anche il triathlon.
- Atletica leggera (dettagli)
- Atletica leggera per disabili (dettagli)
- Badminton (dettagli)
- Beach volley (dettagli)
- Bocce (dettagli)
- Calcio (dettagli)
- Canoa/kayak (dettagli)
- Canottaggio (dettagli)
- Ciclismo (dettagli)
- Equitazione (dettagli)
- Ginnastica artistica (dettagli)
- Ginnastica ritmica (dettagli)
- Golf (dettagli)
- Judo (dettagli)
- Karate (dettagli)
- Lotta (dettagli)
- Nuoto (dettagli)
- Nuoto per disabili (dettagli)
- Pallacanestro 3x3 (dettagli)
- Pallamano (dettagli)
- Pallanuoto (dettagli)
- Pallavolo (dettagli)
- Pugilato (dettagli)
- Scherma (dettagli)
- Sci nautico (dettagli)
- Sollevamento pesi (dettagli)
- Taekwondo (dettagli)
- Tennis (dettagli)
- Tennistavolo (dettagli)
- Tiro (dettagli)
- Tiro con l'arco (dettagli)
- Triathlon (dettagli)
- Vela (dettagli)

### Calendario
| ● | Cerimonia di apertura | ● | Competizioni | ● | Finali | ● | Cerimonia di chiusura |

|                      | Giugno/Luglio |    |    |    |    |    |    |    |    |    |
| Sport                | 22            | 23 | 24 | 25 | 26 | 27 | 28 | 29 | 30 | 1º |
| Cerimonie            | ●             |    |    |    |    |    |    |    |    | ●  |
| Atletica leggera     |               |    |    |    |    | 5  | 7  | 11 | 12 |    |
| Badminton            |               | ●  | ●  | 2  | 2  |    |    |    |    |    |
| Beach volley         |               |    |    |    |    |    | ●  | ●  | 2  |    |
| Bocce                |               |    |    |    |    |    | ●  | 4  | 5  |    |
| Calcio               | ●             |    | ●  |    | ●  |    | ●  | ●  | 1  |    |
| Canoa/kayak          |               | ●  | 5  |    |    |    |    |    |    |    |
| Canottaggio          |               |    |    |    |    |    | ●  | ●  | 6  |    |
| Ciclismo             |               |    |    |    |    | 2  |    |    | 2  |    |
| Equitazione          |               |    |    |    |    | 1  |    | 1  |    |    |
| Ginnastica artistica |               | ●  | 2  | 2  | 10 |    |    |    |    |    |
| Ginnastica ritmica   |               |    |    |    |    |    |    | ●  | 1  |    |
| Golf                 |               |    |    | ●  | ●  | ●  | 4  |    |    |    |
| Judo                 |               |    |    |    |    | 5  | 5  | 4  |    |    |
| Karate               |               | 7  | 3  |    |    |    |    |    |    |    |
| Lotta                |               |    | ●  | 5  | 4  | 5  |    |    |    |    |
| Nuoto                |               | 13 | 13 | 14 |    |    |    |    |    |    |
| Pallacanestro 3x3    |               |    |    |    |    | ●  | ●  | 2  |    |    |
| Pallamano            |               | ●  | ●  | ●  |    | ●  | ●  | ●  | 1  | 1  |
| Pallanuoto           |               |    |    |    |    | ●  | ●  | ●  | 1  | 1  |
| Pallavolo            | ●             | ●  | ●  | ●  |    | ●  | ●  | ●  | ●  | 2  |
| Pugilato             |               |    |    | ●  | ●  | ●  | ●  | ●  | 9  |    |
| Scherma              |               |    | 2  | 2  |    |    |    |    |    |    |
| Sci nautico          |               | ●  | 2  |    |    |    |    |    |    |    |
| Sollevamento pesi    |               | 2  | 3  | 2  | 3  | 2  |    |    |    |    |
| Taekwondo            |               |    |    |    |    |    | 3  | 3  | 2  |    |
| Tennis               |               |    |    |    | ●  | ●  | ●  | 2  | 2  |    |
| Tennistavolo         |               |    |    |    | ●  | ●  | 2  | ●  | 2  |    |
| Tiro                 |               | 2  | 4  |    |    |    |    |    |    |    |
| Tiro con l'arco      | ●             | ●  | 4  |    |    |    |    |    |    |    |
| Triathlon            |               | 2  |    |    |    |    |    |    |    |    |
| Vela                 |               | ●  | ●  | ●  | ●  | ●  | ●  | 4  |    |    |
| Giugno/Luglio        | 22            | 23 | 24 | 25 | 26 | 27 | 28 | 29 | 30 | 1º |

## Medagliere
| Pos.   | Paese                | Oro | Argento | Bronzo | Totale |
| ------ | -------------------- | --- | ------- | ------ | ------ |
| 1      | Italia               | 56  | 55      | 45     | 156    |
| 2      | Spagna               | 38  | 40      | 44     | 122    |
| 3      | Turchia              | 31  | 25      | 39     | 95     |
| 4      | Francia              | 28  | 31      | 40     | 99     |
| 5      | Egitto               | 18  | 11      | 16     | 45     |
| 6      | Grecia               | 12  | 14      | 21     | 47     |
| 7      | Serbia               | 12  | 11      | 9      | 32     |
| 8      | Marocco              | 10  | 7       | 7      | 24     |
| 9      | Croazia              | 9   | 5       | 3      | 17     |
| 10     | Tunisia              | 6   | 13      | 13     | 32     |
| 11     | Slovenia             | 4   | 9       | 23     | 36     |
| 12     | Cipro                | 4   | 2       | 2      | 8      |
| 13     | Portogallo           | 3   | 8       | 13     | 24     |
| 14     | Kosovo               | 3   | 1       | 0      | 4      |
| 15     | Algeria              | 2   | 4       | 7      | 13     |
| 16     | Siria                | 2   | 2       | 3      | 7      |
| 17     | Macedonia            | 2   | 1       | 3      | 6      |
| 18     | San Marino           | 2   | 0       | 0      | 2      |
| 19     | Bosnia ed Erzegovina | 1   | 1       | 3      | 5      |
| 20     | Albania              | 1   | 1       | 0      | 2      |
| 21     | Montenegro           | 0   | 2       | 2      | 4      |
| 22     | Monaco               | 0   | 2       | 0      | 2      |
| 23     | Libano               | 0   | 1       | 0      | 1      |
| 24     | Malta                | 0   | 0       | 1      | 1      |
| Totale | Totale               | 244 | 246     | 294    | 784    |

Solo  Andorra e  Libia non hanno ottenuto medaglie su 26 nazioni partecipanti.